# Liménas Lavríou
Liménas Lavríou är en vik i Grekland.   Den ligger i regionen Attika, i den sydöstra delen av landet, 40 km sydost om huvudstaden Aten.